# Saturnus temploma
Saturnus temploma Rómában a Forum Romanumon fennmaradt emlékmű. A Forum és a Capitolium dombja között elhelyezkedő bekerített területen fekszik.
Már i. e. 497 előtt is egy Saturnus-templom állt e helyen, alapítása a köztársaság idejére esik; Augustus császár uralkodásának ideje alatt restaurálták, így a mostani romok i. e. 42-ből származnak.
Ma talapzatának nyolc, egyenetlenül összerakott oszlopa áll, s a felettük elhelyezkedő párkány látható csupán. A rajta olvasható felirat egy leégés után való helyreállításáról szól: Senatus Populusque Romanus incendio consumptum restituit.
A templom magas alapzatában volt az állami kincstár, aerarium Saturnii néven Róma bukásáig. A templom mellett a Tiberis felé vezető vicus Jugarius felett egy kapuboltozatban Janus istenség szobra állt.
A templomelőtt helyezték el, és napjainkban is áll az "arany mérföldkő", melyet minden Rómából induló út kezdőpontjaként állíttatott Augustus császár i.sz előtt 20 ban. 